# Cozia
Cozia je pohoří v jižních rumunských Karpatech tyčící se v podobě narudlých skal na východním břehu řeky Olt na dolním konci Oltské soutěsky. V centru pohoří, na rozloze zhruba 10×10 km, se na nejvyšším vrcholu Cozia (1664 m) sbíhají tři skalnaté hřebeny – jihozápadní hřeben Rotunda (1605 m), jihovýchodní skalnatý hřeben Bulzu (1660 m) a jižní skalní rozsocha Colți Foarfecii.. Převážná část pohoří je chráněna stejnojmenným národním parkem Cozia.

## Poloha
Pohoří se nachází v rumunském Valašsku v župě Vâlcea. Západně, na druhém břehu řeky Olt, se nacházejí pohoří Căpățâni a Lotru, které jsou v těchto místech na nevelké rozloze také chráněny národním parkem Cozia. Severo-východně na pohoří Cozia navazuje v rámci jižních Karpat pohoří Fagaraš. Nejbližšími obcemi pro návštěvu hor jsou městečka Brezoi a Călimănești do kterých se lze dostat např. po státní silnici DN7 z Râmnicu Vâlcea.

## Turistika
Pohoří je dobře turisticky značeno a protíná jej několik turistických tras. Na úpatí nejvyššího vrcholu Cozia se nachází jediná chata v tomto pohoří kde je možné se ubytovat – Cabana Cozia (1573 m n. m.).
Zajímavé na návštěvu mohou být též místní pravoslavné kláštery Cozia, Turnu nebo Stânisoara.

## Galerie

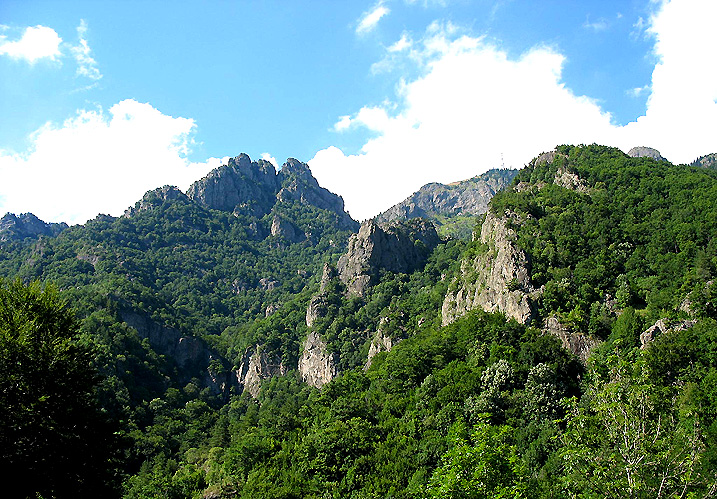
Pohoří Cozia
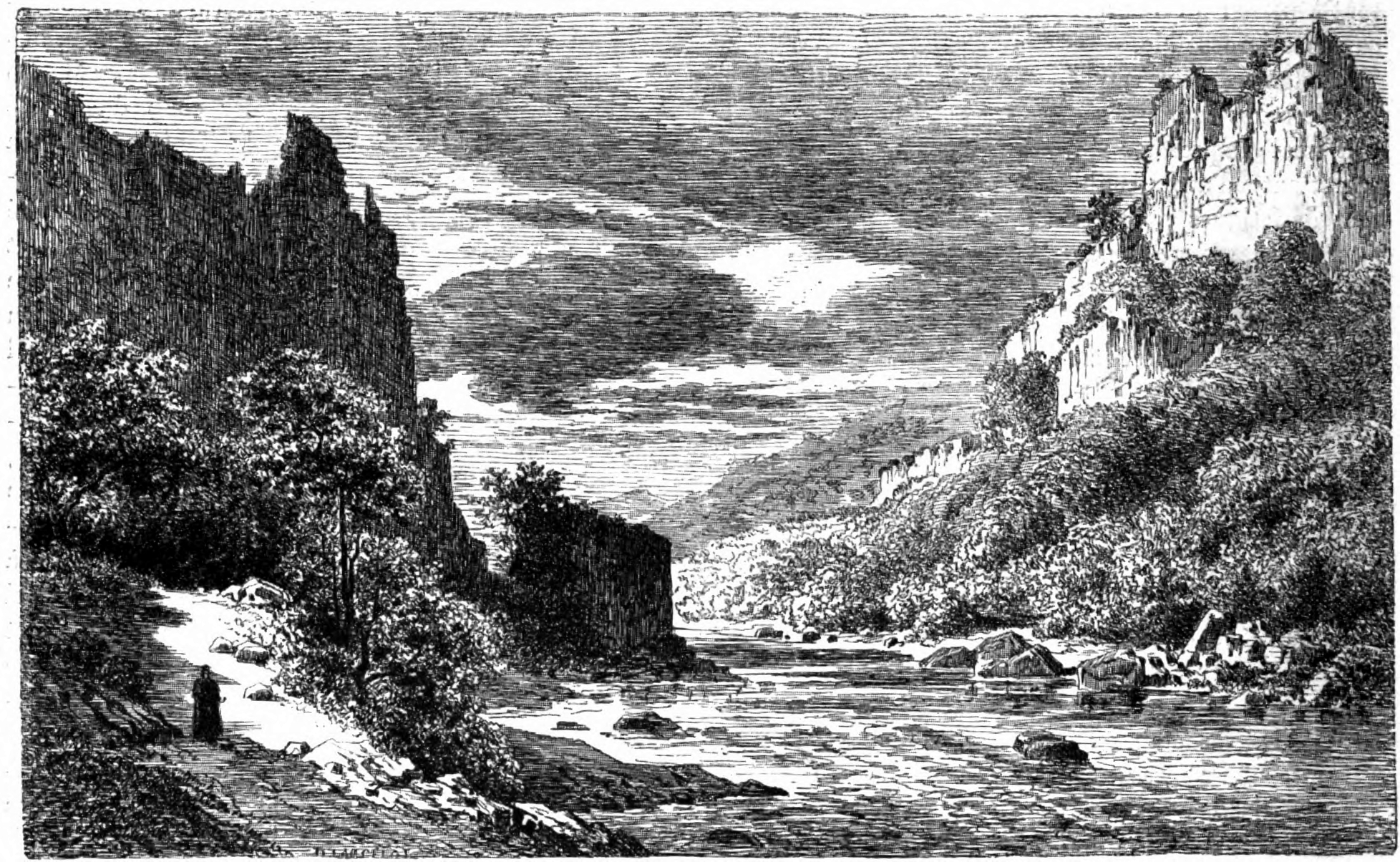
Ilustrace pohoří z 19. století
3D animace